# Système politique de la dynastie Joseon

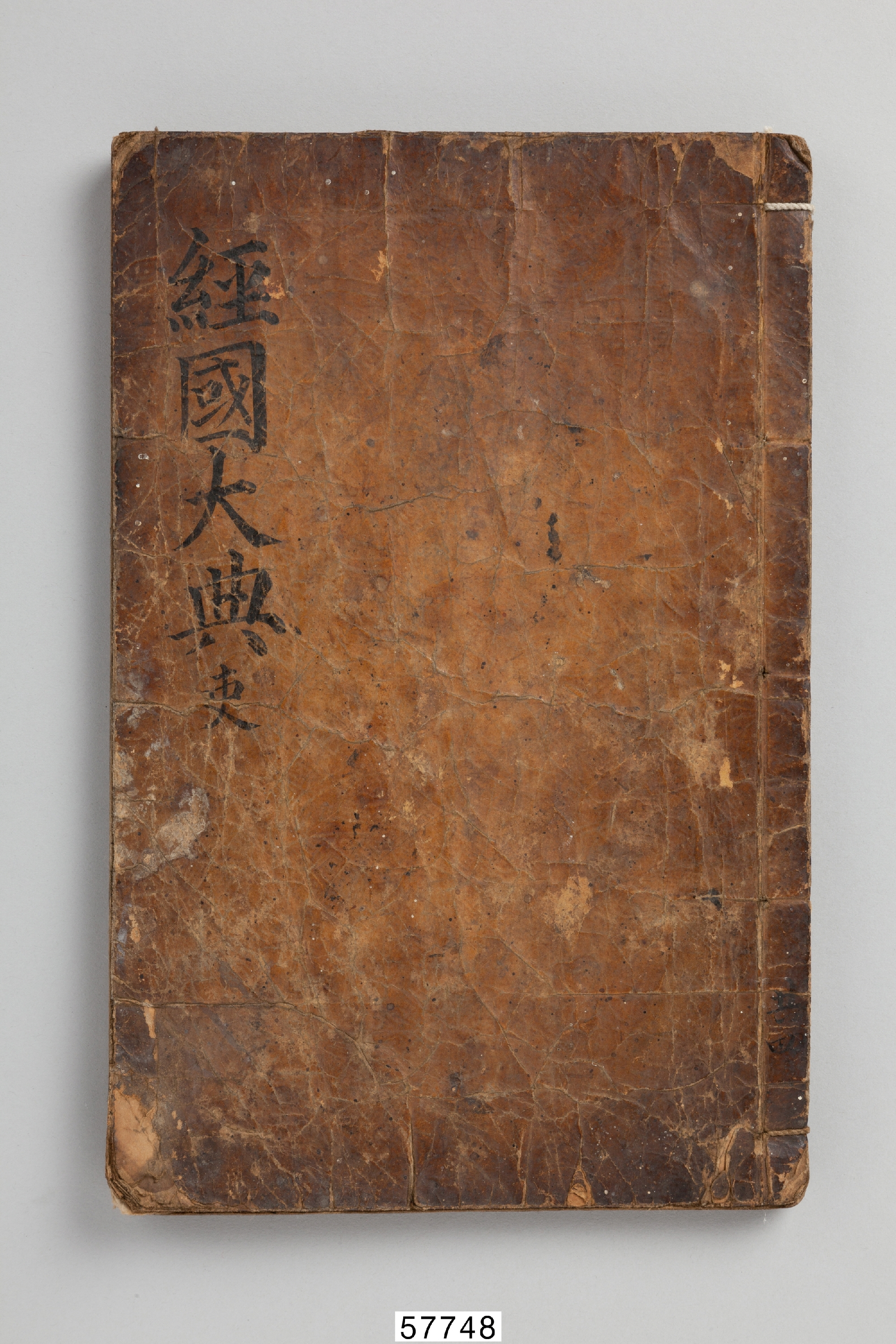
Le code d'unification, qui est la base de la gouvernance, a été promulgué en 1485 en combinant les six lois de la dynastie Joseon, le premier code juridique de la fondation de la dynastie Joseon. La compilation a commencé immédiatement après l'accession au trône du roi Sejo et s'est achevée dans la 16e année du règne du roi Seongjong (1485).

Le système politique de la dynastie Joseon, qui gouverna la Corée de 1392 à 1897, était dominé par l'idéologie du confucianisme coréen, une forme de néoconfucianisme. Les luttes politiques étaient courantes entre les différentes factions de lettrés. Les purges de lettrés coréens ont souvent abouti à l'exil ou à la condamnation à mort de personnalités politiques de premier plan.
Le système politique de cette période était régi par une bureaucratie confucéenne. Les fonctionnaires du gouvernement étaient classés en 18 niveaux, en fonction de l'ancienneté et des promotions obtenues par décret royal sur examen ou recommandation.
Le pouvoir des bureaucrates éclipsait souvent celui des autorités centrales, y compris celui du monarque. Pendant une grande partie de la dynastie, un mécanisme d'équilibre complexe empêchait une partie quelconque du gouvernement d'obtenir trop de pouvoir. Toutefois, à partir du XIXe siècle, l'ensemble du pouvoir politique a pu être entre les mains d'une famille ou d'un individu.

## Le roi
Le roi règne toute sa vie, contrairement à ceux qu'il nomme. Les rois de Joseon faisaient partie du clan des Yi de Jeonju et descendaient officiellement tous de Taejo (1335-1408), le fondateur de la dynastie, malgré le fait que certains aient été adoptés. Selon la philosophie confucéenne, le roi exigeait une loyauté absolue de ses fonctionnaires et de ses sujets, mais on s'attendait aussi à ce que les fonctionnaires essaient de guider le roi sur le droit chemin si ce dernier se trompait. On pensait que les catastrophes naturelles étaient dues aux fautes du roi et, par conséquent, les rois de Joseon leur accordaient une grande intention.

## La fonction publique
Pour occuper des postes de responsabilité en dehors de l'armée dans la dynastie Joseon, il fallait passer une série d'examens appelés gwageo et réussir chacun d'entre eux (généralement quatre ou cinq fois). Théoriquement, seuls les cheonmin (classe la plus basse) et les enfants de concubines ne pouvaient pas passer des examens permettant d'entrer dans la fonction publique et de faire ainsi partie de la noblesse (yangban) (classe noblesse). En réalité, seule la classe yangban avait suffisamment de temps, d'argent et de relations pour passer ces examens. En outre, les habitants des provinces instables du nord du pays, le Hamgyong et le Pyongan ont été souvent empêchés d'exercer des fonctions.
Les fonctionnaires occupaient des postes à durée déterminée, pour une durée d'un an à cinq ans. S'ils réussissaient leur carrière, ils pouvaient occuper des dizaines de postes différents.

## Le Conseil d'État
Le Conseil d'Etat (uijeongbu) était le plus haut organe gouvernemental bien qu'il ait perdu de son importance après les premiers siècles de la dynastie. Il était composé de douze fonctionnaires. Le président du conseil d'État en chef (yeonguijeong (en), le conseiller d'État de gauche (jwauijeong (en)) et le conseiller d'État de droite (uuijeong (en)) étaient les plus hauts fonctionnaires du gouvernement. Ils étaient assistés par le ministre de gauche (jwachanseong, 좌찬성) et le ministre de droite (uchangseong, 우찬성) ainsi que par sept fonctionnaires de rang inférieur. Le pouvoir du Conseil d'État était inversement proportionnel à celui du roi. Il contrôlait parfois directement les six ministères, l'organe exécutif, mais il avait surtout un rôle consultatif sous les rois les plus puissants. Les conseillers d'État occupaient aussi d'autres postes, comme par exemple celui de tuteur du prince héritier.

## Les six ministères
Les six ministères (yukjo) étaient l'organe exécutif de Joseon. Sur ce point, il reprend le système des trois départements et six ministères appliqué en Chine. Chaque ministre (panseo) était de deuxième rang supérieur (2a) et était assisté par un secrétaire général (champan) de deuxième rang inférieur (2b) et un secrétaire (chamui) de rang 3a. Les ministères étaient les suivants:
- Ministère du Personnel (ijo, 이조, 吏曹) - s'occupait principalement de la nomination des fonctionnaires
- Ministère des Revenus (hojo, 호조, 戶曹) - fiscalité, finances, recensement, agriculture et politiques foncières.
- Ministère des Rites (yejo, 예조, 禮曹) - rituels, culture, diplomatie, gwageo
- Ministère de la Guerre (byeongjo, 병조, 兵曹) - affaires militaires
- Ministère de la Justice (hyeongjo, 형조, 刑曹) - exécution de la loi, esclavage, châtiments
- Ministère des Travaux (gongjo, 공조, 工曹) - industrie, travaux publics, fabrication, exploitation minière

## Les trois bureaux
Les trois bureaux (samsa) assuraient l'équilibre des pouvoirs entre le roi et les fonctionnaires. Ils étaient modelés selon le système chinois du censorat, mais avaient un rôle plus important. Les fonctionnaires qui occupaient ces postes étaient généralement jeunes et de rang inférieur, mais ils jouissaient de privilèges particuliers. Ils faisaient l'objet d'un examen plus approfondi de leur moralité et de leurs antécédents familiaux.
- Bureau de l'Inspecteur général (saheonbu, 사헌부, 司憲府): il était chargé de vérifier que les fonctionnaires des administrations centrales et locales n'étaient ni corrompus ni incompétents. Il était conduit par 30 fonctionnaires, dont l'Inspecteur général (daesaheon, 대사헌), un poste de deuxième rang inférieur.

- Bureau des censeurs (saganwon, 사간원, 司諫院): sa fonction principale était de faire des reproches au roi en cas d'action ou de politique erronée ou inappropriée. Il a également mis en cause des fonctionnaires corrompus. Il était composé de cinq fonctionnaires, dirigés par le censeur général (daesagan, 대사간), un poste de troisième rang. Son rôle entrecoupait souvent celui du Bureau de l'Inspecteur général.

- Bureau des conseillers spéciaux (hongmungwan, 홍문관, 弘文館): il supervisait la bibliothèque royale et servait d'institut de recherche pour étudier la philosophie confucéenne et répondre aux questions du roi. Il était composé de 21 fonctionnaires, mais ses trois plus hauts fonctionnaires étaient des ministres siégeant au Conseil d'État et le chef réel du bureau était l'adjoint (bujehak, 부제학), un poste de troisième rang supérieur. Ces fonctionnaires prenaient part aux leçons quotidiennes au cours desquelles ils discutaient de la philosophie confucéenne avec le roi. Ces discussions ont souvent donné lieu à des commentaires sur des questions politiques d'actualité et ces fonctionnaires ont eu une influence considérable à titre de conseillers. Le bureau des conseillers spéciaux a pris la succession de la chambre d'élite de l'Académie royale (jiphyeonjeon) qui avait fonctionné de 1420 à 1456 avant d'être dissout en raison d'un complot contre le roi.

Les trois bureaux jouaient un rôle clé dans le contrôle des autres organes du gouvernement: l'inspecteur général et le censeur général avaient le pouvoir d'examiner les candidats potentiels à tous les postes ainsi que leurs antécédents familiaux. En ce sens, ils participaient au maintien de l'intégrité de l'aristocratie yangban.

## Autres bureaux
- Secrétariat royal (seungjeongwon, 승정원, 承政院): il faisait la liaison entre le roi et les six ministères. Il comptait six secrétaires royaux de troisième rang, un pour chaque ministère. Leur rôle principal était de transmettre les décrets royaux aux ministères et de soumettre des pétitions au roi, mais ils conseillaient aussi le roi et occupaient d'autres postes clés à sa proximité.

- Bureau de la capitale (hanseungbu, 한성부, 漢城府): il était chargé de la gestion de la capitale, Séoul (appelée Hanyang à l'époque). Il faisait donc office de mairie et était composé de neuf fonctionnaires de deuxième rang dirigés par le panyun (판윤).

- Bureau royal d'enquête (uigeumbu, 의금부, 義禁府): placé sous le contrôle direct du roi, il traitait principalement des affaires de trahison et d'autres affaires graves qui concernaient le roi et dont les acteurs étaient souvent des fonctionnaires du gouvernement.

- Bureau des documents (chunchugwan (en), 춘추관, 春秋館): ses fonctionnaires ont rédigé, compilé et tenu à jour les documents gouvernementaux et historiques. Ils étaient notamment charger de conserver les Annales de la dynastie Joseon.

- L'académie royale Sungkyunkwan: cette université royale a servi à la formation des futurs fonctionnaires du gouvernement. Ceux qui avaient réussi les deux premières sessions des examens gwageo étaient admis à la Sungkyunkwan. Les classes comptaient habituellement 200 élèves qui vivaient en internat et suivaient des règles strictes. Elle servait également de sanctuaire national pour les érudits confucéens chinois et coréens. Le fonctionnaire responsable était le daesaseong (대사성, 大司成), de troisième rang.

## Gouvernements locaux
Les fonctionnaires locaux étaient dépêchés par le gouvernement central. Parfois, un inspecteur royal secret (en) (amhaengeosa, 암행어사) était envoyé incognito pour surveiller les fonctionnaires provinciaux. Les inspecteurs secrets étaient généralement de jeunes fonctionnaires de rang inférieur, mais investis du pouvoir royal de révoquer les fonctionnaires corrompus.